# Onderkoninkrijk van de Río de la Plata
Het onderkoninkrijk van de Río de la Plata (Spaans: Virreinato del Río de la Plata) was een politiek-administratieve eenheid van het Spaans-koloniale rijk. Het besloeg een gebied dat tegenwoordig wordt ingenomen door Argentinië, Uruguay, Paraguay en Bolivia en delen van Chili en Brazilië. Het onderkoninkrijk werd in 1776 door koning Karel III afgesplitst van het onderkoninkrijk Peru. Opzet was om het gebied beter te kunnen verdedigen en het transport van goud, zilver en smaragden naar Spanje beter te kunnen beschermen. De hoofdstad was Buenos Aires. Het gebied is verschillende keren binnengevallen door de Engelsen. In 1812 werd het onderkoninkrijk opgeheven toen de onderliggende gebieden onafhankelijk werden.

## Aanleiding
De Spaanse kroon had verschillende redenen om het onderkoninkrijk van de Río de la Plata van het Onderkoninkrijk Peru af te splitsen:

### Galeiroute
De Spanjaarden hadden een zogenaamde "Galeiroute" (Ruta del Galeón), waarlangs ze goud, zilver en smaragden vanuit het onderkoninkrijk Peru en Alto Perú (het huidige Bolivia) naar Spanje vervoerden. De route liep via Panama-Stad, Portobelo en Havana om uit te komen in Cádiz. Toen deze route in handen van de Engelsen kwam door de gunstige voorwaarden van de Vrede van Parijs (1763), waren de Spanjaarden genoodzaakt een alternatief te kiezen. Daarom kozen de Spanjaarden voor een nieuwe route, een zuidelijke route, via Salta, Córdoba en Buenos Aires. Ook deze route werd door de Engelsen bedreigd; zo stonden de Engelsen in de jaren 1760 al op Islas Malvinas.

### Portugezen
Dicht bij Buenos Aires waren ook de Portugezen aanwezig. De Portugese minister-president de markies van Pombal had zich al duidelijk uitgesproken voor gebiedsuitbreiding van de Portugese kolonie Brazilië. De Portugezen hadden het fort Colonia del Sacramento gesticht aan de overkant van de rivier Río de la Plata. In 1681 was dit fort al even in Spaanse handen geweest, maar het was teruggegeven aan de Portugezen bij het Voorlopig verdrag van Lissabon. Spanje wilde het weer graag in handen krijgen om de controle te houden over de Río de la Plata. Ook hadden ze plannen om hun gebied uit te breiden naar de Banda Oriental (het huidige Uruguay).

### Patagonië
De Engelsen en ook de Fransen hadden verschillende expedities uitgevoerd naar de kust van Patagonië om te proberen dit gebied in bezit te krijgen.

### Smokkelaars
Hetonderkoninkrijk Peru had bepaald dat alle handel via de haven van Lima moest plaatsvinden. Hierdoor vond er veel smokkelhandel plaats via Asunción, Buenos Aires en Montevideo.
Om al deze redenen was het voor de Spanjaarden belangrijk om een sterke aanwezigheid in de regio te hebben. Het onderkoninkrijk Peru was te uitgestrekt om het gebied goed te kunnen besturen en aan al deze dreigingen het hoofd te bieden. Daarom werd besloten het onderkoninkrijk van de Río de la Plata daarvan af te splitsen. Zo konden de Spanjaarden een goede verdediging uitbouwen voor de steden Buenos Aires en Montevideo en de strategisch belangrijke Río de la Plata. De handelselite in Lima, hoofdstad van het onderkoninkrijk Peru, was niet gelukkig met dit gebiedsverlies maar was niet bij machte te reageren.

## Ontstaan
Om deze redenen stelde koning Karel III op 1 augustus 1776 per Real Cédula het onderkoninkrijk van de Río de Plata in. Tot onderkoning ad interim benoemde hij Pedro de Ceballos. Deze vertrok kort daarop naar het gebied, met een groot leger en marineschepen, met als eerste doel de Portugezen terug te dringen.
Het onderkoninkrijk werd gesticht door de volgende gebiedsdelen samen te voegen:
- Het gouvernement Paraguay
- Het gouvernement Tucumán
- Het gouvernement van de Río de la Plata.

Deze drie gouvernementen maakten tevoren deel uit van het onderkoninkrijk Peru.
- Het Corregimiento Cuyo dat deel uitmaakte van het kapiteinschap-generaal Chili. Het Spaans-koloniaal bestuur van Chili wenste verder niets te maken te hebben met het nieuw opgerichte Rio de la Plata, wat de regering in Madrid aanvaardde.

## Conflicten met de Portugezen
Op 20 februari 1777 bezette Pedro de Ceballos met negentien schepen het eiland Santa Catarina, dat tegenwoordig in het zuiden van Brazilië ligt. Daarna ging hij door naar de Banda Oriental (plusminus het huidige Uruguay). Op 20 mei veroverde hij het fort Colonia del Sacramento, dat door hem verwoest werd. In september nam hij het Fort van Santa Tereza en het Fort van San Miguel in. Daarna trok hij op naar Rio Grande.
Op dat moment tekenden Spanje en Portugal echter het Verdrag van San Ildefonso. Spanje kreeg hiermee Colonia del Sacramento en het eiland San Gabriel in handen, maar moest afzien van het gebied rond Rio Grande. De Banda Oriental bleef in Spaanse handen door het vredesverdrag, tot een nieuwe Portugese invasie in 1801 de Spanjaarden verjoeg.

## Falklandoorlog tegen de Britten
Algemeen genomen hadden de Britten de handen vol met de onafhankelijkheid van de Noord-Amerikaanse kolonies (1776). De Britten moeiden zich niet in de oorlog van Spanje versus Portugal in Zuid-Amerika. Nochtans veroverden de Spanjaarden vanuit Rio de la Plata de eilandengroep Islas Malvinas, nadat ze de Fransen hadden afgekocht/verjaagd(?). Een oorlog tussen Spanjaarden en Engelsen brak uit. Een broze vrede tussen Spanje en Engeland werd getekend in 1771, zonder duidelijkheid wie de eigenaar was van de eilanden.

## Economische expansie
Militair gebeurde er veel in het nieuwe onderkoninkrijk doch economisch nog méér. Het zilvertransport vanuit de mijnen van Potosí verliep niet meer via Lima maar voortaan via Buenos Aires. De zilvervloot bracht Rio de la Plata (en Spanje natuurlijk) nieuwe rijkdom en welvaart. De handelsactiviteiten groeiden met een factor zeven op enkele jaren tijd, met intensieve contacten tussen Buenos Aires en andere Spaanse koloniale havens. De natuurgebieden in Rio de la Plata werden op grote schaal omgezet naar veeteelt, omdat er een grote vraag was naar gepekeld vlees in andere Spaanse kolonies.  

## Ontbinding
Het onderkoninkrijk volgde met spanning de napoleontische oorlogen in Europa en zeker toen Napoleons broer Jozef (1808) koning van Spanje werd. De centrale regering in Madrid had al duidelijk gemaakt dat er geen Spaanse hulp zou komen bij een Engelse invasie in Rio de La Plata. Het onderkoninkrijk was economisch sterk maar militair op zichzelf aangewezen. Een Engels expeditieleger veroverde de rijke handelsstad Buenos Aires (1806), alsook een jaar later Montevideo (1807). De onderkoning Raffael de Sobremonte vluchtte weg naar Europa. Milities van criollo's vochten hevig terug en met succes. De Britse bevelhebber John Whitelocke zag de hopeloze situatie in van een Engels leger in zulk uitgestrekt gebied en trok zich terug. Bij de milities groeide alzo het besef dat zij niet alleen economisch sterk stonden maar ook militaire macht hadden. In 1810 trad een junta aan van Criollo's; hun eerste daad was de onderkoning De Cisneros in ballingschap sturen. Na de val van Napoleon (1814) hield het onderkoninkrijk Rio de la Plata formeel op te bestaan.
De Argentijnse Onafhankelijkheidsoorlog brak immers los. Het grootste deel van het onderkoninkrijk werd onafhankelijk als de Verenigde Provincies van de Rio de la Plata, later Argentinië genoemd. Andere delen werden Paraguay, Uruguay en Bolivië; een laatste deel ging naar het Portugese Brazilië.

## Onderkoningen
Aragón · Catalonië · Napels · Navarra · Nieuw-Granada · Nieuw-Spanje · Peru · Portugal · Río de la Plata · Sardinië · Sicilië · Valencia